# Zdrobite cătușe
Zdrobite cătuşe (česky Zlámané okovy) je název bývalé státní hymny Rumunské lidové republiky. Používala se mezi lety 1948 a 1953. Text napsal Aurel Baranga a hudbu Matei Socor. Hymnou byla prohlášena ihned po svržení monarchie. Hymna podtrhovala roli dělnické třídy v novém režimu pod vládou komunistů.

## Zlámané okovy
(hymna Rumunské lidové republiky)
Zdrobite cătuşe în urmă rămân

În frunte-i mereu muncitorul,

Prin lupte şi jertfe o treaptă urcăm,

Stăpân pe destin e poporul

Traiască, traiască Republica noastră,

În marş de năvalnic şuvoi;

Muncitori şi ţărani şi ostaşi

Zidim România Republicii noi.

În lături cu putredul vechi stăvilar

E ceasul de sfântă’ncordare

Unirea şi pacea şi munca-i stegar’

Republicii noi populare.

Český překlad

Zlámané okovy zůstaly za námi,

Vepředu je vždy dělník.

Boji a bitvami míříme stále výš,

Lid je pánem svého osudu.

Ať žije, ať žije republika naše.

V proudu bouřlivém,

dělníci, rolníci i vojáci,

Stavíme v Rumunsku republiku novou.

Bez starých shnilých přehrad

Nastala hodina svatého úsilí.

Jednota, mír a práce prapor ponesou

Naší nové lidové republiky.